# Estádio Hiram Bithorn
O Estádio Hiram Bithorn é um estádio  multiuso localizado em San Juan, Porto Rico. 
De propriedade do governo municipal da cidade de San Juan, seu nome honra o primeiro porto-riquenho a jogar nas Grandes Ligas, Hiram Bithorn. Construído em 1962 sob a prefeitura de Felisa Rincón de Gautier, o campo foi casa de Santurce Crabbers e San Juan Senators, times da LBPPR (Liga de Beisebol Profissional de Porto Rico). Está localizado ao lado do Coliseu Roberto Clemente e do outro lado da rua do Plaza Las Américas. 
Recebeu a partida do Dia de Abertura da MLB em 2001, entre Toronto Blue Jays e Texas Rangers. Contudo, 4 mil dos que compraram ingressos foram impedidos de entrar quando a polícia determinou que a capacidade de segurança do parque tinha sido largamente excedida.
Em 2003 e 2004, se tornou por breve tempo a casa do Montreal Expos, antes de sua mudança para Washington, DC como Washington Nationals. Os Expos jogaram 22 partidas "em casa" em cada temporada como resultado da fraca presença de público no Estádio Olímpico de Montreal. Antes do anúncio da MLB da mudança do Expos para Washington, Porto Rico e San Juan fizeram um esforço para tentar trazer a franquia ao território da ilha permanentemente.
Foi o estádio sede dos Jogos Pan-americanos de 1979 e já recebeu lutas de títulos mundiais de boxe e importantes espetáculos musicais. Sediou jogos das duas primeiras fases do Clássico Mundial de Beisebol de 2006. O Grupo C, que incluia as equipes de Porto Rico, Cuba, Panamá e Países Baixos, foi jogado lá. Também sediou o Grupo 2 da segunda fase do Clássico, que tinha Cuba, Porto Rico, República Dominicana e Venezuela.
O estádio tem aproximadamente 18.000 lugares, com dimensões do campo de 99 m pela linha de falta esquerda, 99 m pela linha de falta direita e 123 m para o campo central. As cercas têm 2,5 m de altura.